# جين هارفي
جين هارفي (بالإنجليزية: Jane Harvey)‏ هي مغنية أمريكية، ولدت في 6 يناير 1925 في جيرسي سيتي في الولايات المتحدة، وتوفيت في 15 أغسطس 2013 في لوس أنجلوس في الولايات المتحدة بسبب سرطان.

## وصلات خارجية
- جاين هارفي على موقع IMDb (الإنجليزية)
- جاين هارفي على موقع ميوزك برينز (الإنجليزية)
- جاين هارفي على موقع قاعدة بيانات برودواي على الإنترنت (الإنجليزية)
- جاين هارفي على موقع قاعدة بيانات برودواي على الإنترنت (الإنجليزية)
- جاين هارفي على موقع أول ميوزيك (الإنجليزية)
- جاين هارفي على موقع ديسكوغز (الإنجليزية)